# 古代奥运五项
古代奥运五项是古代奥林匹克运动会以及泛希臘運動會中的一個比賽項目。該比賽項目有五项分項目組成，而且比賽項目都要在一天之內完成，首先要進行田径赛跑（短跑）比賽，接下来是擲標槍、铁饼和跳遠，最后一項是摔跤。 